# Neotatea longifolia
Neotatea longifolia är en tvåhjärtbladig växtart som först beskrevs av Henry Allan Gleason, och fick sitt nu gällande namn av Bassett Maguire. Neotatea longifolia ingår i släktet Neotatea och familjen Calophyllaceae. Inga underarter finns listade i Catalogue of Life.